# Moleiro-do-sul
O moleiro-do-sul ou mandrião-do-sul, Stercorarius maccormicki, é uma grande ave oceânica na família mandrião Stercorariidae. Um nome antigo para esta ave é moleiro-de-maccormick. Esta espécie e outros grandes moleiros do hemisfério sul, juntos com Moleiro-grande, são às vezes classificados em um gênero separado, chamado Catharacta.
Esta ave tem 53 cm de largura e se reproduz nas costas antárticas, geralmente colocando dois ovos em novembro e dezembro. Como os outros moleiros, ele voará na cabeça de um humano ou outro intruso que se aproximar de seu ninho. É uma ave que migra, passando o inverno nos oceanos Pacífico, Índico e Atlântico.
O Moleiro-do-sul come primariamente peixe, que freqüentemente obtém ao roubar gaivotas, andorinhas e até gansos de suas presas. Também ataca diretamente e mata outras aves oceânicas.
Seu nome é uma homenagem ao cirurgião naval Robert McCormick, que coletou um espécime do tipo.

## Na cultura popular
- No filme Happy Feet, o jovem pinguim-imperador Mano é cercado por 4 moleiros-do-sul que possuem sotaque de gângster; o líder deles entedia a todos com sua 'abdução alienígena'.